# Dysmachus obtusus
Dysmachus obtusus är en tvåvingeart som beskrevs av Becker 1923. Dysmachus obtusus ingår i släktet Dysmachus och familjen rovflugor. Inga underarter finns listade i Catalogue of Life.